# Museigården Hermas

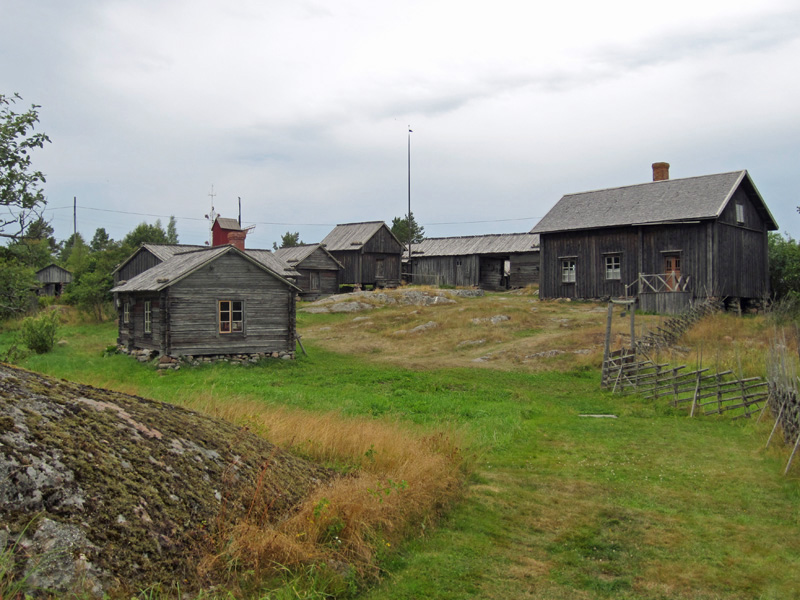
Hemmanet.

Hermas skärgårdshemman  på Enklinge i Kumlinge kommun på Åland är den sista helt bevarade gårdsgruppen av ålderdomlig karaktär i den åländska skärgården. Gården är ursprungligen från 1500-talet och består av cirka 20 byggnader.

## Historik

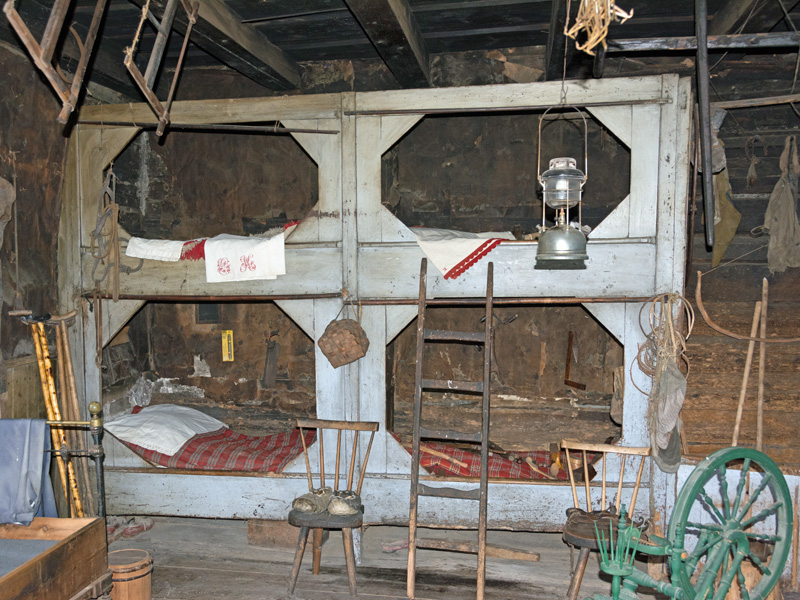
Interiör i mangårdsbyggnaden.

Den förste bonden som är känd på hemmanet var räkningsmannen Per Olson som nämns i skatteboken från 1537. Hemmanet var då det största på Enklinge.  1661 övertogs gården, som då var ett kronohemman, av Herman Tomasson. Det är troligt att han var upphovet till gårdens namn.
Under den stora ofreden vid 1700-talets början flydde de flesta ålänningar till Sverige och Enklinge by låg öde i närmare tio år.
På  Gustav IV Adolfs befallning brändes gårdarna ner den 29 januari 1809 för att försvåra de ryska truppernas övervintring. Byborna evakuerades till fasta Åland. Redan till sommaren hade enklingeborna återvänt. Man tror att husen på Hermas uppfördes på de gamla husgrundeera och att timret i mangårdsbyggnaden kommer från Lumparland. På Enklinge rådde det brist på skog.
26 februari 1830 övertog Per Petter Andersson Hermas och någon gång mellan 1866 och 1882 tog hans son, Karl Petter (Skönborg), över gården. Gårdens siste invånare var fiskaren Sven Leonard Karlsson (dotterson till Karl Petter Skönborg) och han bodde på gården fram till sin död 1973. 1979 köpte Ålands landskapsstyrelse Hermas av Svens son, Hjalmar, för att göra det gamla skärgårdshemmanet till museum.
På Hermas har fiskarbönder bott. De höll djur och brukade marken samtidigt som fisket stod för den huvudsakliga försörjningen.
På gården finns en mangårdsbyggnad och uthus som lillstuga, bodar, härbre, stall, fähus, kvarn, rökbastu med mera. Inventarierna är väl bevarade vilket gör att där finns en unik samling av husgeråd, verktyg kläder samt jordbruks- och fiskeredskap.

## Panorama

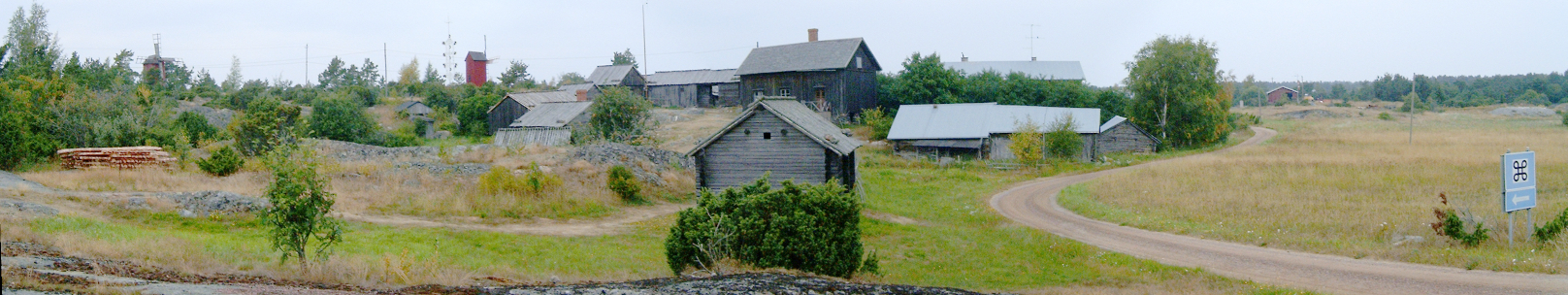
Hermasgården är ett museum på Enklinge.